# For the Revolution
 (mars 2020).
Albums de Kalmah
The Black Waltz
(2006)
For The Revolution est le cinquième album studio du groupe de death metal mélodique finlandais Kalmah. L'album est sorti le 23 avril 2008 sous le label Spinefarm Records.
L'édition japonaise de l'album contient en plus le titre Arise, qui est une reprise du groupe de Thrash metal brésilien Sepultura. Ce titre est sorti à l'origine dans l'album Arise.

## Liste des morceaux
1. For the Revolution − 5:07
2. Dead Man's Shadow − 5:01
3. Holy Symphony of War − 4:45
4. Wings of Blackening − 5:01
5. Ready for Salvation − 4:27
6. Towards the Sky − 5:09
7. Outremer − 4:40
8. Coward − 5:08
9. Like a Slave − 4:41
10. Arise (édition japonaise uniquement, reprise du groupe Sepultura)